# Cottage Point
Cottage Point es un suburbio de Sídney, Australia situado en la comuna de Warringah. Cottage Point está en una península entre los ríos de Cowan y Coal and Candle en el Parque National de Ku-ring-gai chase. Está a 30km al norte del Centro de Sídney.